# Vidžín
Vidžín je vesnice, část města Úterý v západní části okrese Plzeň-sever v Plzeňském kraji. Ves leží v čisté přírodě, v blízkosti obce Teplá se známým klášterem premonstrátů, Mariánských Lázní a obce Úterý. V roce 2011 zde trvale žilo 27 obyvatel.

## Historie
První zmínky o vsi Vidžín se datují od roku 1233, kdy ji královna Konstancie prodala premonstrátům z kláštera v Teplé.

## Obyvatelstvo
| Rok            | 1869 | 1880 | 1890 | 1900 | 1910 | 1921 | 1930 | 1950 | 1961 | 1970 | 1980 | 1991 | 2001 | 2011 | 2021 |
| -------------- | ---- | ---- | ---- | ---- | ---- | ---- | ---- | ---- | ---- | ---- | ---- | ---- | ---- | ---- | ---- |
| Počet obyvatel | 333  | 388  | 422  | 377  | 347  | 346  | 305  | 98   | 90   | 56   | 36   | 29   | 37   | 27   | 28   |
| Počet domů     | 47   | 57   | 59   | 60   | 61   | 62   | 65   | 44   | 44   | 13   | 12   | 19   | 27   | 24   | 27   |

## Obecní správa
Při sčítání lidu v letech 1869–1950 Vidžín byl samostatnou obcí, se kterým patřil nejprve do okresu Teplá, ale v roce 1950 v okrese Toužim. Od roku 1960 je částí města Úterý v okrese Plzeň-sever.

## Zajímavosti
Ve vsi se nachází starý gotický, barokně přestavovaný kostel svatého Jakuba, snad založený s komendou řádu německých rytířů před rokem 1233, poté patřící premonstrátům z Teplé, v současnosti je filiálním kostelem Římskokatolické farnosti Nečtiny, není využíván a není v dobrém stavu. Je kulturní památkou.
Jinou zajímavostí a kulturní památkou je rozlehlá stará barokní budova, dříve sloužící jako fara, vystavěná na místě starší stavby v roce 1735, která několikrát vyhořela a po rekonstrukcích, je dnes využívána jako penzion – „Pension U Jakuba“ vedle stojícího kostela.
Vidžínem prochází naučná Davidova stezka, připomínající zdejší působení významného vědce Aloise Martina Davida, rodáka z Dřevohryz. Na faře studoval a na kostele je pamětní deska jím věnovaná jeho otci.